# Strata SE1
Lo Strata SE1 è un grattacielo di Londra che sorge nel London Borough of Southwark, nel Regno Unito.

## Storia
L’area adiacente all’edificio è stata oggetto di una vasta operazione di recupero progettata a partire dal 2003, che stabilì una completa riorganizzazione della viabilità e la demolizione di alcuni edifici tra cui la Castle House, che nel 1962 divenne sede dell’ambasciata della Nuova Zelanda, a seguito del degrado della zona vicina a Elephant and Castle.
Nel 2005 venne approvato il progetto redatto dallo studio BFLS e il cantiere aprì nel 2007 per concludersi nella primavera del 2010.
Una volta terminato l’edificio è stato presto soprannominato The Razor per via della sua caratteristica morfologia e per le turbine eoliche incorporate sulla sommità. Nell’agosto dello stesso anno lo Strata SE1 ha ottenuto la Carbuncle Cup, un riconoscimento annuale organizzato dalla rivista Building Design per individuare gli edifici più singolari o esteticamente brutti secondo le opinioni dei propri lettori.
Il 2 aprile 2012 l’edificio è apparso in una lista di ventun edifici più brutti redatta dal Daily Telegraph.
Malgrado questi bizzarri riconoscimenti l’edificio è divenuto ambita residenza per molti londinesi, nonché uno degli edifici residenziali più alti della città.

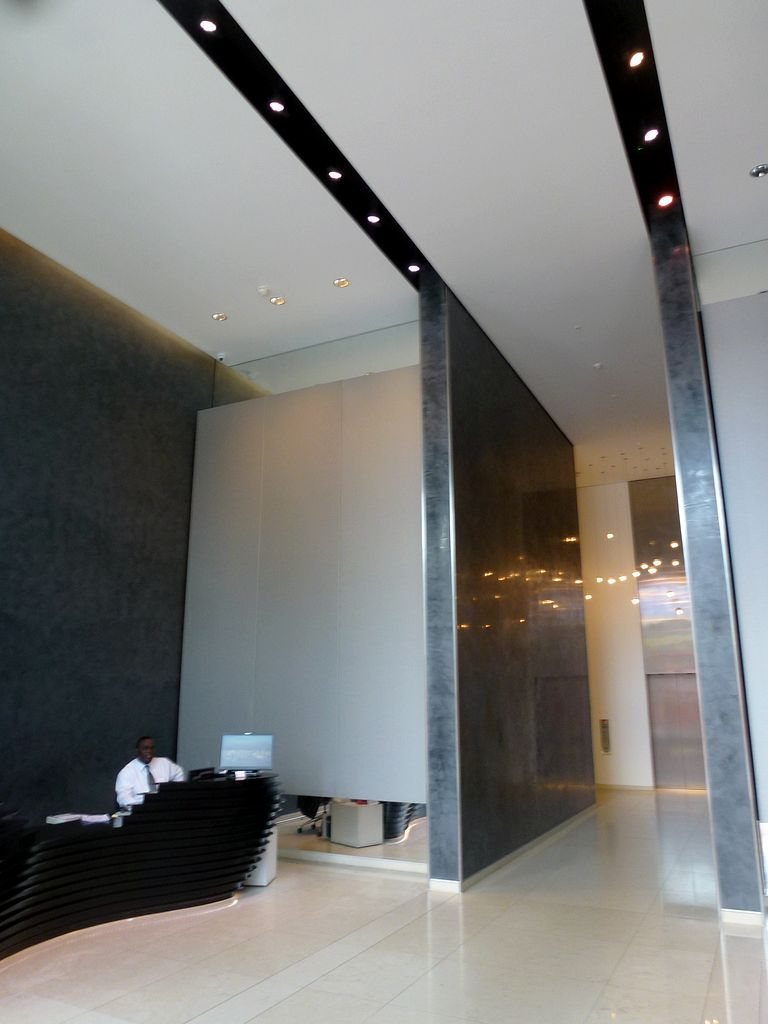
Una vista dell'atrio di ingresso

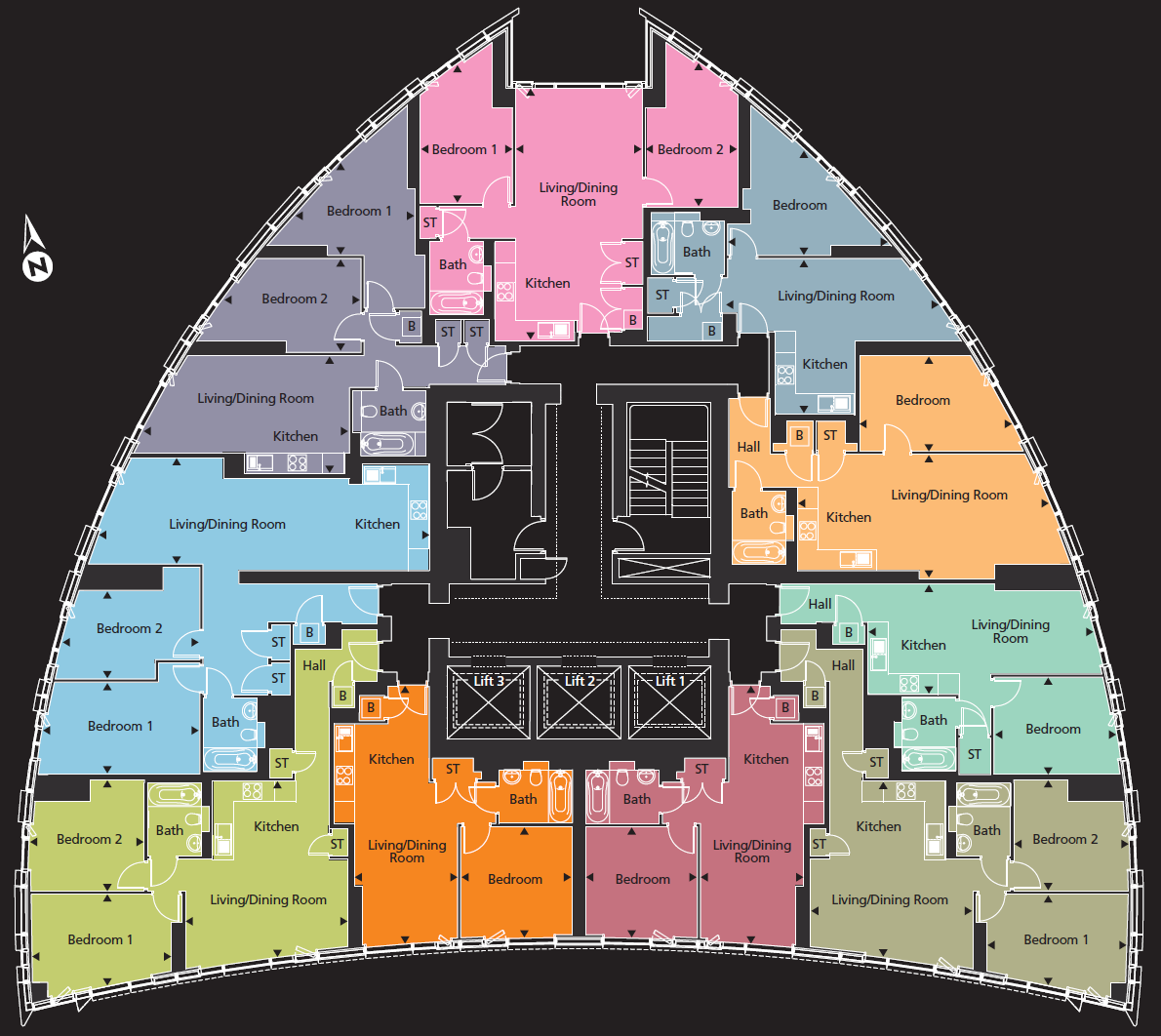
La planimetria tipo dei piani con la suddivisione delle unità immobiliari

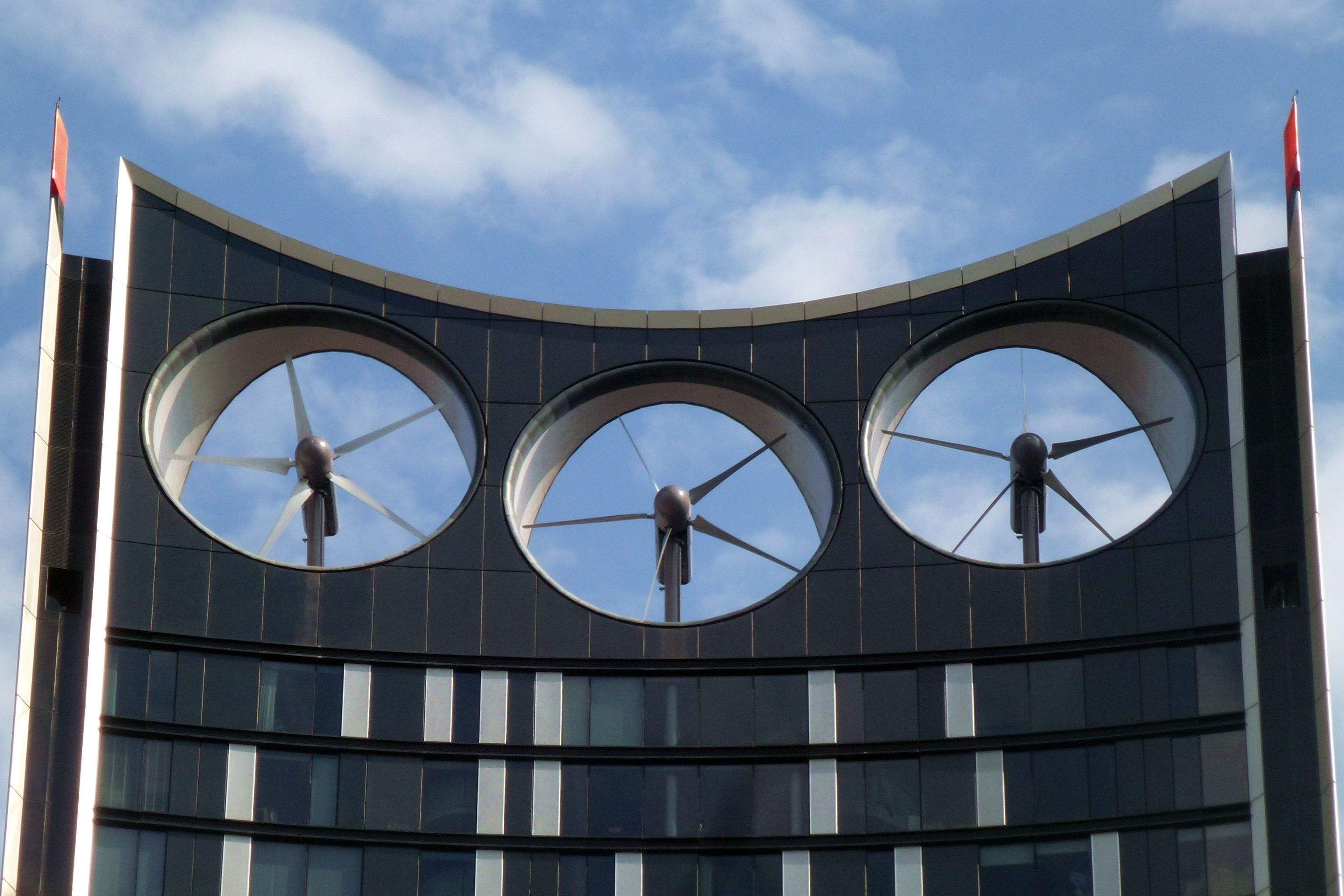
Dettaglio della sommità dell’edificio, che comprende le tre turbine eoliche

## Descrizione
Al di là dell’aspetto estetico singolare, lo Strata SE1 detiene due importanti primati: il primo edificio residenziale al mondo ad avere turbine eoliche integrate nella struttura e il grattacielo a uso abitativo più alto di Londra.

### Esterno
Il complesso architettonico, progettato dallo studio BFLS nel 2005, è costituito da due edifici denominati Tower e Pavilion. Il Pavilion è una struttura alla base della torre alta 17 piani e con una destinazione prevalentemente commerciale; essa ospita 49 unità immobiliari distribuite su 5 piani.
L’edificio denominato Tower è invece la torre propriamente detta e ha una planimetria pressoché triangolare di circa trenta metri per ciascun lato e si innalza per 43 piani. Tutti i prospetti sono caratterizzati da pareti curve e un rivestimento bianco e brunito nella parte sommitale, alternato ai pannelli in vetro delle superfici delle finestre. La sommità è caratterizzata da un’unica falda assai spiovente che alloggia una copertura di pannelli solari e le tre turbine eoliche nella parte terminale; questi generatori eolici hanno un diametro di nove metri ciascuno capaci di generare singolarmente fino a 50 MWh di energia elettrica all’anno e contribuire alla maggior parte del fabbisogno energetico dell’edificio. Per ridurne il rumore durante l’utilizzo ogni turbina è provvista di eliche da cinque lame, anziché tre e un complesso sistema di ammortizzatori riduce le vibrazioni trasmesse alla struttura.

### Interno
L’edificio ospita al suo interno di circa 1000 residenti in 399 unità abitative. Esse sono di varie metrature e dieci per ciascun piano, distribuite tra il 2º e il 42º livello e la sostenibilità ambientale è stato uno dei temi fondanti di questo progetto. Oltre ai pannelli solari e ai generatori eolici installati sulla sommità, l’edificio include anche altri importanti accorgimenti volti al risparmio energetico, come: il sistema di ventilazione con recupero di calore, l’illuminazione a basso consumo, vetri atermici per ridurre il surriscaldamento, allaccio alla rete di teleriscaldamento, assenza di illuminazione con sistema di controllo presenza in tutte le aree e l'avvenuto riciclo per il 96% dei rifiuti durante la sua costruzione.